# IC 645
IC 645 ist eine Galaxie vom Hubble-Typ S im Sternbild Sextant in der Nähe des Himmelsäquators. Sie ist schätzungsweise 284 Millionen Lichtjahre von der Milchstraße entfernt.
Das Objekt wurde am 3. Mai 1893 vom französischen Astronomen Stéphane Javelle entdeckt.